# Wereldbeker veldrijden 2012-2013
De wereldbeker veldrijden 2012-2013 was het twintigste seizoen van deze wedstrijdenserie in het veldrijden. De competitie ging van start op 21 oktober 2012 en eindigde op 20 januari 2013. De wereldbeker telde dit jaar acht veldritten. 
De wereldbeker bestond uit de volgende categorieën:
- Mannen elite: 23 jaar en ouder
- Vrouwen elite: 17 jaar en ouder
- Mannen beloften: 19 t/m 22 jaar
- Jongens junioren: 17 t/m 18 jaar

## Mannen elite

### Kalender en podia
| Datum      | Locatie                              | Eerste        | Tweede            | Derde          | Leider in het klassement |
| ---------- | ------------------------------------ | ------------- | ----------------- | -------------- | ------------------------ |
| 21/10/2012 | Cyclocross Tábor, Tábor              | Kevin Pauwels | Lars van der Haar | Niels Albert   | Kevin Pauwels            |
| 28/10/2012 | Cyclocross Pilsen, Pilsen            | Niels Albert  | Klaas Vantornout  | Kevin Pauwels  | Niels Albert             |
| 24/11/2012 | Duinencross, Koksijde                | Sven Nys      | Niels Albert      | Francis Mourey | Niels Albert             |
| 02/12/2012 | Grand Prix Lille Métropole, Roubaix  | Sven Nys      | Kevin Pauwels     | Niels Albert   | Niels Albert             |
| 23/12/2012 | Citadelcross, Namen                  | Kevin Pauwels | Sven Nys          | Niels Albert   | Niels Albert             |
| 26/12/2012 | GP Eric De Vlaeminck, Heusden-Zolder | Sven Nys      | Niels Albert      | Zdeněk Štybar  | Sven Nys                 |
| 06/01/2013 | Cyclocross Rome, Rome                | Kevin Pauwels | Niels Albert      | Marco Fontana  | Niels Albert             |
| 20/01/2013 | GP Adrie van der Poel, Hoogerheide   | Martin Bína   | Lars van der Haar | Simon Zahner   | Niels Albert             |

### Eindklassement
| Pos. | Renner              | TAB | PIL | KOK | ROU | NAM | HEU | ROM | HOO | Punten |
| ---- | ------------------- | --- | --- | --- | --- | --- | --- | --- | --- | ------ |
| 1    | Niels Albert        | 65  | 80  | 70  | 65  | 65  | 70  | 70  | 55  | 540    |
| 2    | Kevin Pauwels       | 80  | 65  | 39  | 70  | 80  | 55  | 80  | 46  | 515    |
| 3    | Sven Nys            | 55  | 50  | 80  | 80  | 70  | 80  | 31  | 60  | 506    |
| 4    | Lars van der Haar   | 70  | 28  | 44  | 55  | 46  | 48  | 50  | 70  | 411    |
| 5    | Bart Aernouts       | 50  | 48  | 60  | 38  | 50  | 44  | 46  | 36  | 372    |
| 6    | Radomír Šimůnek     | 40  | 37  | 36  | 50  | 40  | 60  | 48  | 50  | 361    |
| 7    | Klaas Vantornout    | 60  | 70  | 55  | 24  | 55  | 37  | 55  | –   | 356    |
| 8    | Francis Mourey      | 37  | 46  | 65  | 32  | 60  | –   | 60  | 48  | 348    |
| 9    | Thijs van Amerongen | 36  | 44  | 46  | 39  | 48  | 33  | 37  | 35  | 318    |
| 10   | Simon Zahner        | 42  | 26  | 34  | 35  | 22  | 36  | 38  | 65  | 298    |
| 11   | Tom Meeusen         | 46  | 60  | 38  | 42  | 44  | 46  | –   | –   | 276    |
| 12   | Bart Wellens        | 38  | 55  | 33  | 34  | 27  | 35  | 28  | 24  | 274    |
| 13   | Enrico Franzoi      | 28  | 40  | 32  | 31  | 34  | 30  | 40  | 31  | 266    |
| 14   | Niels Wubben        | 35  | 31  | 37  | 27  | 42  | 38  | 26  | 28  | 264    |
| 15   | Julien Taramarcaz   | 33  | 42  | –   | 60  | 37  | 39  | 8   | 44  | 263    |
| 16   | Marcel Meisen       | 27  | 2   | 40  | 37  | 35  | 42  | 29  | 40  | 252    |
| 17   | Martin Bína         | 30  | 29  | 31  | 36  | –   | –   | 39  | 80  | 245    |
| 18   | Twan van den Brand  | 44  | 35  | 30  | 46  | 17  | –   | 42  | 30  | 244    |
| 19   | Philipp Walsleben   | 29  | 25  | 42  | 25  | 16  | 40  | 36  | 26  | 239    |
| 20   | Rob Peeters         | –   | –   | 50  | 48  | 38  | 50  | 32  | 18  | 236    |

### Uitslagen
| #  | Naam               | Tijd     |
| -- | ------------------ | -------- |
| 1  | Kevin Pauwels      | 1u04'59" |
| 2  | Lars van der Haar  | + 14"    |
| 3  | Niels Albert       | + 16"    |
| 4  | Klaas Vantornout   | + 26"    |
| 5  | Sven Nys           | + 34"    |
| 6  | Bart Aernouts      | + 43"    |
| 7  | Jeremy Powers      | + 44"    |
| 8  | Tom Meeusen        | + 45"    |
| 9  | Twan van den Brand | + 46"    |
| 10 | Simon Zahner       | + 53"    |

| #  | Naam                | Tijd     |
| -- | ------------------- | -------- |
| 1  | Niels Albert        | 1u08'26" |
| 2  | Klaas Vantornout    | + 36"    |
| 3  | Kevin Pauwels       | + 45"    |
| 4  | Tom Meeusen         | + 54"    |
| 5  | Bart Wellens        | + 1'09"  |
| 6  | Sven Nys            | + 1'31"  |
| 7  | Bart Aernouts       | + 2'14"  |
| 8  | Francis Mourey      | + 2'45"  |
| 9  | Thijs van Amerongen | + 2'58"  |
| 10 | Julien Taramarcaz   | + 3'04"  |

| #  | Naam                  | Tijd    |
| -- | --------------------- | ------- |
| 1  | Sven Nys              | 59'34"  |
| 2  | Niels Albert          | + 14"   |
| 3  | Francis Mourey        | + 19"   |
| 4  | Bart Aernouts         | + 33"   |
| 5  | Klaas Vantornout      | + 1'20" |
| 6  | Rob Peeters           | + 1'27" |
| 7  | Dieter Vanthourenhout | + 1'32" |
| 8  | Thijs van Amerongen   | + 1'37" |
| 9  | Lars van der Haar     | + 1'44" |
| 10 | Philipp Walsleben     | + 1'55" |

| #  | Naam                  | Tijd     |
| -- | --------------------- | -------- |
| 1  | Sven Nys              | 1u03'47" |
| 2  | Kevin Pauwels         | + 2"     |
| 3  | Niels Albert          | + 4"     |
| 4  | Julien Taramarcaz     | + 7"     |
| 5  | Lars van der Haar     | + 20"    |
| 6  | Radomír Šimůnek       | + 21"    |
| 7  | Rob Peeters           | z.t.     |
| 8  | Twan van den Brand    | z.t.     |
| 9  | Dieter Vanthourenhout | + 24"    |
| 10 | Tom Meeusen           | + 40"    |

| #  | Naam                | Tijd     |
| -- | ------------------- | -------- |
| 1  | Kevin Pauwels       | 1u02'48" |
| 2  | Sven Nys            | + 48"    |
| 3  | Niels Albert        | + 1'00"  |
| 4  | Francis Mourey      | + 1'21"  |
| 5  | Klaas Vantornout    | + 1'45"  |
| 6  | Bart Aernouts       | + 2'20"  |
| 7  | Thijs van Amerongen | + 2'37"  |
| 8  | Lars van der Haar   | + 2'50"  |
| 9  | Tom Meeusen         | + 3'16"  |
| 10 | Niels Wubben        | + 3'23"  |

| #  | Naam              | Tijd    |
| -- | ----------------- | ------- |
| 1  | Sven Nys          | 1u05'15 |
| 2  | Niels Albert      | + 17"   |
| 3  | Zdeněk Štybar     | + 33"   |
| 4  | Radomír Šimůnek   | + 41"   |
| 5  | Kevin Pauwels     | + 46"   |
| 6  | Rob Peeters       | + 50"   |
| 7  | Lars van der Haar | + z.t   |
| 8  | Tom Meeusen       | + 58"   |
| 9  | Bart Aernouts     | + 1'05" |
| 10 | Marcel Meisen     | + 1'13" |

| #  | Naam               | Tijd    |
| -- | ------------------ | ------- |
| 1  | Kevin Pauwels      | 1u01'17 |
| 2  | Niels Albert       | + 16"   |
| 3  | Marco Fontana      | + 22"   |
| 4  | Francis Mourey     | + 27"   |
| 5  | Klaas Vantornout   | + 32"   |
| 6  | Lars van der Haar  | + 50"   |
| 7  | Radomír Šimůnek    | + 51"   |
| 8  | Bart Aernouts      | + 53"   |
| 9  | Marcel Wildhaber   | + 1'02" |
| 10 | Twan van den Brand | + 1'10" |

| #  | Naam              | Tijd    |
| -- | ----------------- | ------- |
| 1  | Martin Bína       | 1u02'17 |
| 2  | Lars van der Haar | + 7"    |
| 3  | Simon Zahner      | + 11"   |
| 4  | Sven Nys          | + 22"   |
| 5  | Niels Albert      | + 27"   |
| 6  | Radomír Šimůnek   | z.t.    |
| 7  | Francis Mourey    | + 33"   |
| 8  | Kevin Pauwels     | + 42"   |
| 9  | Julien Taramarcaz | + 46"   |
| 10 | Lukas Flückiger   | + 49"   |

## Vrouwen elite

### Kalender en podia
| Datum      | Locatie                              | Eerste            | Tweede            | Derde                    | Leidster in het klassement |
| ---------- | ------------------------------------ | ----------------- | ----------------- | ------------------------ | -------------------------- |
| 21/10/2012 | Cyclocross Tábor, Tábor              | Sanne van Paassen | Katherine Compton | Helen Wyman              | Sanne van Paassen          |
| 28/10/2012 | Cyclocross Pilsen, Pilsen            | Katherine Compton | Helen Wyman       | Nikki Harris             | ??                         |
| 24/11/2012 | Duinencross, Koksijde                | Katherine Compton | Nikki Harris      | Sanne Cant               | ??                         |
| 02/12/2012 | Grand Prix Lille Métropole, Roubaix  | Katherine Compton | Sanne van Paassen | Jasmin Achermann         | Katherine Compton          |
| 23/12/2012 | Citadelcross, Namen                  | Katherine Compton | Kateřina Nash     | Marianne Vos             | Katherine Compton          |
| 26/12/2012 | GP Eric De Vlaeminck, Heusden-Zolder | Marianne Vos      | Katherine Compton | Sanne Cant               | Katherine Compton          |
| 06/01/2013 | Cyclocross Rome, Rome                | Marianne Vos      | Katherine Compton | Kateřina Nash            | Katherine Compton          |
| 20/01/2013 | GP Adrie van der Poel, Hoogerheide   | Marianne Vos      | Sanne van Paassen | Christel Ferrier-Bruneau | Katherine Compton          |

### Eindklassement
| Pos. | Renster                  | TAB | PIL | KOK | ROU | NAM | HEU | ROM | HOO | Punten |
| ---- | ------------------------ | --- | --- | --- | --- | --- | --- | --- | --- | ------ |
| 1    | Katherine Compton        | 50  | 60  | 60  | 60  | 60  | 50  | 50  | –   | 390    |
| 2    | Sanne van Paassen        | 60  | 40  | 30  | 50  | 30  | –   | 40  | 50  | 300    |
| 3    | Nikki Brammeier          | 35  | 45  | 50  | 40  | 35  | 30  | 19  | 22  | 276    |
| 4    | Helen Wyman              | 45  | 50  | 35  | 18  | 40  | 28  | 30  | 28  | 274    |
| 5    | Sanne Cant               | 40  | 28  | 45  | –   | 24  | 45  | 35  | 30  | 247    |
| 6    | Marianne Vos             | –   | –   | –   | –   | 45  | 60  | 60  | 60  | 225    |
| 7    | Jasmin Egger-Achermann   | 28  | 30  | 28  | 45  | 19  | 22  | 16  | 35  | 223    |
| 8    | Christel Ferrier-Bruneau | 30  | 20  | 19  | 35  | 22  | 14  | 17  | 45  | 202    |
| 9    | Lucie Chainel-Lefèvre    | 16  | 26  | 40  | 19  | 28  | 35  | 26  | 6   | 196    |
| 10   | Pavla Havlíková          | 26  | 22  | 24  | 28  | 15  | 17  | 13  | 20  | 165    |
| 11   | Ellen Van Loy            | 19  | 6   | 18  | 26  | 18  | 24  | 24  | 24  | 159    |
| 12   | Gabriella Durrin         | 22  | 24  | 22  | 30  | 10  | 18  | 9   | 14  | 149    |
| 13   | Kateřina Nash            | –   | –   | –   | –   | 50  | 40  | 45  | –   | 135    |
| 14   | Eva Lechner              | –   | –   | –   | 24  | 26  | 15  | 22  | 40  | 127    |
| 15   | Sabrina Stultiens        | –   | –   | 26  | 13  | 9   | 19  | 28  | 17  | 112    |
| 16   | Amy Dombroski            | 12  | 10  | 20  | 20  | 17  | –   | 15  | 11  | 105    |
| 17   | Annefleur Kalvenhaar     | 7   | 11  | 13  | –   | 14  | 16  | 18  | 12  | 91     |
| 18   | Julie Krasniak           | 20  | 14  | –   | –   | 16  | 20  | 20  | –   | 90     |
| 19   | Arenda Grimberg          | 17  | 15  | 17  | 17  | 6   | –   | –   | 16  | 88     |
| 20   | Marlène Petitgirard      | 11  | 18  | 16  | 16  | –   | –   | –   | –   | 61     |

## Prijzengeld
In onderstaande tabel volgt de verdeling van het prijzengeld per categorie
| Pos.   | Per cross    | Per cross     | Per cross  | Per cross       |
| Pos.   | Mannen elite | Vrouwen elite | Mannen U23 | Mannen junioren |
| ------ | ------------ | ------------- | ---------- | --------------- |
| 1.     | € 5.000      | € 1.000       | € 175      | € 150           |
| 2.     | € 3.500      | € 650         | € 120      | € 100           |
| 3.     | € 3.000      | € 550         | € 90       | € 70            |
| 4.     | € 2.700      | € 430         | € 70       | € 60            |
| 5.     | € 2.500      | € 410         | € 60       | € 50            |
| 6.     | € 2.000      | € 390         | € 50       | € 50            |
| 7.     | € 1.800      | € 370         | € 50       | € 50            |
| 8.     | € 1.600      | € 350         | € 50       | € 40            |
| 9.     | € 1.400      | € 350         | € 50       | € 40            |
| 10.    | € 1.200      | € 350         | € 50       | € 40            |
| 11.    | € 1.000      | € 220         | € 30       | € 30            |
| 12.    | € 900        | € 220         | € 30       | € 30            |
| 13.    | € 850        | € 220         | € 30       | € 30            |
| 14.    | € 800        | € 220         | € 30       | € 30            |
| 15.    | € 750        | € 220         | € 30       | € 30            |
| 16.    | € 700        | € 190         | € 20       | –               |
| 17.    | € 650        | € 190         | € 20       | –               |
| 18.    | € 600        | € 190         | € 20       | –               |
| 19.    | € 550        | € 190         | € 20       | –               |
| 20.    | € 500        | € 190         | € 20       | –               |
| 21-25  | € 450        | € 100         | –          | –               |
| 26-30  | € 450        | –             | –          | –               |
| 31-50  | € 300        | –             | –          | –               |
| Totaal | € 42.500     | € 7.400       | € 1.015    | € 800           |

Kampioenschappen:  Wereldkampioenschappen · 
 Europese kampioenschappen · 
 Belgische kampioenschappen · 
 Nederlandse kampioenschappen
Klassementen:  Wereldbeker · 
 Superprestige · 
 Bpost bank trofee ·
 TOI TOI Cup ·
 Challenge national
Overig:  Soudal Classics
1993-1994 · 1994-1995 · 1995-1996 · 1996-1997 · 1997-1998 · 1998-1999 · 1999-2000 · 2000-2001 · 2001-2002 · 2002-2003 · 2003-2004 · 2004-2005 · 2005-2006 · 2006-2007 · 2007-2008 · 2008-2009 · 2009-2010 · 2010-2011 · 2011-2012 · 2012-2013 · 2013-2014 · 2014-2015 · 2015-2016 · 2016-2017 · 2017-2018 · 2018-2019 · 2019-2020 · 2020-2021 · 2021-2022 · 2022-2023 · 2023-2024 · 2024-2025